# LOVE for NANA 〜Only 1 Tribute〜
『LOVE for NANA 〜Only 1 Tribute〜』（ラヴ・フォー・ナナ・オンリー・ワン・トリビュート）は、日本の漫画・NANAのトリビュート・アルバムである。2005年3月16日に東芝EMIより発売された。

## 解説
もしも自分が「BLACK STONE」「TRAPNEST」にいたなら…という仮定で作られた。「BLACK STONE」「TRAPNEST」バージョンの2つがあるが、ジャケット（どちらも矢沢あい書き下ろし）が違うだけで収録曲に違いはない。

## 収録曲
1. BEAT 7〜The Theme of LOVE for NANA〜 / 高見沢俊彦
作曲・編曲：高見沢俊彦
2. GIMME ALL OF YOUR LOVE!! / Tommy heavenly6 for BLACK STONES
作詞：Tommy heavenly6
作曲・編曲：Jeffrey Stevens
アルバム「Tommy heavenly6」収録
3. Twinkle / 木村カエラ for BLACK STONES
作詞：木村カエラ
作曲・編曲：會田茂一
アルバム「Circle」収録
4. REVERSE / TETSU69 for TRAPNEST
作詞・作曲：TETSU69
シングル「Can't stop believing」のカップリングにリミックスバージョン「REVERSE DISCO TWINS REMIX」収録
5. stay away / abingdon boys school for BLACK STONES
作詞：西川貴教
作曲：柴崎浩
編曲：abingdon boys school
アルバム「abingdon boys school」収録
6. I miss you? / Do As Infinity for BLACK STONES
作詞：伴都美子
作曲：D・A・I
編曲：Do As Infinity, 亀田誠治
アルバム「Do The Best "Great Supporters Selection"」収録
7. バンビーノ / 布袋寅泰 featuring もりばやしみほ for TRAPNEST
作詞：森雪之丞
作曲・編曲：布袋寅泰
8. Sleepwalking / Glen Matlock & The Philistines featuring Holly Coock (from SEX PISTOLS) for BLACK STONES
作詞・作曲・編曲： Glen Matlock
9. Sugar Guitar / SKYE SWEETNAM for TRAPNEST 
作詞・作曲：James Robertson, Skye Sweetnam
編曲：James Robertson
アルバム「NOISE FROM THE BASEMENT (SPECIAL EDITION)」収録
10. 黎明時代-レイメイジダイ- / ジャパハリネット for BLACK STONE
作詞・作曲： 鹿島公行
編曲： ジャパハリネット
アルバム「東京ウォール」収録
11. BLACK CROW / SEX MACHINEGUNS for BLACK STONES 
作詞・編曲： SEX MACHINEGUNS
作曲： ANCHANG
12. Two Hearts / ZONE for TRAPNEST 
作詞：MIYU
作曲・編曲：高見沢俊彦
シングル「笑顔日和」収録
13. Cherish / 大塚愛 for TRAPNEST
作詞・編曲：愛
編曲：愛×Ikoman
アルバム「LOVE COOK」・ベストアルバム「愛 am BEST」収録